# Heinz Barmettler
Heinz Barmettler est un footballeur international dominicain, possédant aussi la nationalité suisse, né le 21 juillet 1987. Il a joué dernièrement en tant que défenseur dans la seconde équipe du SC Fribourg situé dans la quatrième division allemande. Il est aujourd’hui à la retraite sportive.

## Biographie

### Carrière en club
Heinz Barmettler a évolué sous les couleurs du FC Zurich de 2006 à 2012 en tant que défenseur et milieu de terrain.

### Carrière en équipe nationale
Heinz Barmettler a évolué avec les équipes de jeunes du Canada 
Barmettler est appelé en équipe nationale A par Ottmar Hitzfeld en 2009 afin de pallier l'absence de Stéphane Grichting, blessé. Il ne rentrera néanmoins pas en cours de jeu lors de ces deux matchs qualificatifs pour la Coupe du monde 2010. Hitzfeld explique que le joueur « l'a convaincu en Ligue des champions ».
Barmettler est rappelé par Hitzfeld en 2009 afin de disputer un match amical face à la Norvège. Cette fois-ci, le jeune joueur est titularisé en défense centrale au côté de Philippe Senderos et dispute l'intégralité du match. 
En 2011, Hitzfeld sélectionne à nouveau le joueur à la suite du forfait de Steve von Bergen afin de disputer le match de qualification à l'Euro 2012 face à la Bulgarie. Mais Barmettler décide en septembre 2012 de représenter la République dominicaine. Ainsi, le 23 septembre 2012, il honore sa première sélection avec la République dominicaine lors d'un match contre Aruba (2-2).

## Palmarès
- Champion de Suisse en 2006-07 et 2008-09 avec le FC Zurich.